# Campbeltown
Campbeltown (gael.: "Ceann Loch Chille Chiarain") – miasto i były royal burgh (oryg. burgh, czyli autonomiczna jednostka występująca tylko w Szkocji, niekoniecznie miasto) w hrabstwie Argyll and Bute w południowo-zachodniej części Szkocji, blisko jeziora Campbeltown Loch na półwyspie Kintyre. Pierwotnie znane jako Kinlochkilkerran – forma po dziś dzień używana w języku Gaelic. Zostało przemianowane w XVII wieku i stało się ważnym centrum okrętownictwa i szkockiej whisky oraz portem rybackim.

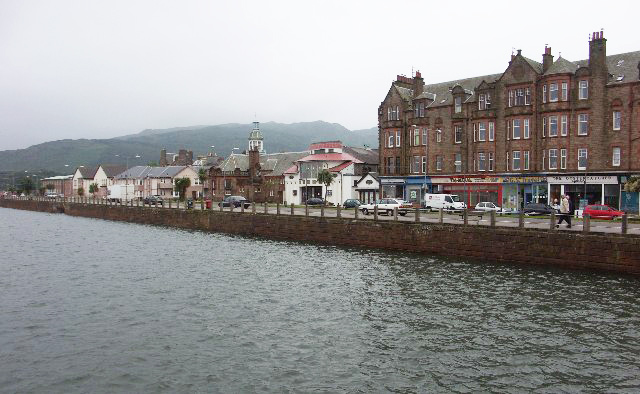
Nabrzeże